# مبرهنة ستيوارت

مبرهنة ستيوارت

في الهندسة الرياضية، تظهر مبرهنة ستيوارت العلاقة بين أطوال أضلاع مثلث وطول القطعة المستقيمة الواصلة بين رأس من رؤوسه والضلع المقابل لهذا الرأس.
إذا كانت a, b, c أضلاع مثلث ِABC، وكانت p قطعة مستقيمة من الرأس A إلى نقطة تقسم الضلع a إلى y و x عندها تعطى المبرهنة بالشكل التالي:
{\displaystyle b^{2}x+c^{2}y=a(p^{2}+xy)\,}

## البرهان
بتطبيق قانون جيب التمام نجد أن:
{\displaystyle b^{2}=p^{2}+y^{2}-2py\cos \theta \,}
و {\displaystyle c^{2}=p^{2}+x^{2}-2px\cos(180-\theta )\,}
بضرب المعادلة الأولى بـ x و المعادلة الثانية بـ y ينتج أن:
{\displaystyle b^{2}x=p^{2}x+y^{2}x-2pxy\cos \theta \,}
{\displaystyle c^{2}y=p^{2}y+x^{2}y-2pxy\cos(180-\theta )\,}
من خواص دالة الجيب التمام أن: {\displaystyle \cos \alpha =-\cos {(\pi -\alpha )}\,}
{\displaystyle \Rightarrow \cos \theta =-\cos {(180-\theta )}\Rightarrow -2pxy\cos \theta =+2pxy\cos(180-\theta )}
و لهذا السبب عند جمع المعادلتين سيختفي {\displaystyle -2pxy\cos \theta ,-2pxy\cos(180-\theta )\,} وسيبقى:
{\displaystyle b^{2}x+c^{2}y=p^{2}x+p^{2}y+y^{2}x+x^{2}y\,}
{\displaystyle \Rightarrow b^{2}x+c^{2}y=p^{2}(x+y)+xy(y+x)\,}
{\displaystyle x+y=a\because }
{\displaystyle \Rightarrow b^{2}x+c^{2}y=p^{2}a+xya=a(p^{2}+xy)\,}
و هو المطلوب.

## اقرأ أيضاً
- مبرهنة فيثاغورس
- مبرهنة منصف الزاوية
- مبرهنة أبولونيوس
- قانون جيب التمام